# Með suð í eyrum við spilum endalaust
Með suð í eyrum við spilum endalaust is het vijfde studioalbum van de IJslandse post-rockband Sigur Rós. Het werd uitgebracht op 23 juni 2008 via EMI en XL Recordings.
Het album werd opgenomen in Reykjavik, Londen, New York en Havana met producer Flood, waarbij onder andere een brassband, strijkkwartet amiina en een orkest ingezet werd. De productie begon in januari 2008 en eindigde vier maanden later. Het is in vergelijking met het eerdere materiaal meer speels en positief, maar bevat ook nummers met de Sigur Rós-stijl. Er werd één single uitgebracht: "Inní mér syngur vitleysingur", met daarnaast "Gobbledigook" als promo. De band begon na de uitgave een wereldwijde toer ter promotie van het album.

## Productie

### Opnamen
Rond de jaarwisseling van 2007 begon Sigur Rós met het vervolg op Takk.... Tegen januari kregen enkele nummers al vorm en de verwachting was dat het album later dat jaar klaar zou zijn. Die nummers waren al enkele jaren eerder geschreven en nooit afgerond en uitgebracht. Een muzikale richting werd niet van tevoren vastgesteld; er werd in de beginfase veel geëxperimenteerd met stijlen. Het tempo voor het de opnamen zakte echter wat af: de band hield zich ook bezig met overige projecten, zoals de dvd Heima en een nieuwe editie van Hlemmur. Op 22 april 2007 werd tijdens een concert in een café in Borg een nieuw nummer gepeeld. Rond november werden er meer nummers geschreven en begon de band met het opnemen. De opnamen vonden aanvankelijk niet plaats in de eigen Sundlaugin Studio, maar in een tijdelijke studio in een kerk in Reykjavík. Op dat moment had de band slechts de muzikale basis van enkele nummers liggen. In december benaderde de band producer Flood, die eerder gewerkt had met onder andere U2 en The Smashing Pumpkins. Hij werd eerder gevraagd om Takk... te mixen, maar had toen geen tijd. Nu stemde hij wel in. Jonsi: "We hadden nooit eerder met een producer gewerkt, dus dit was een goede leerervaring. Eerst was het alleen ons vieren die alles zelf deden. Het werd raar toen hij er was, want hij heeft zijn eigen werkwijze en wij onze werkwijze. Hij is erg geconcentreerd en een harde werker. Hij werd een soort vaderfiguur voor ...endalaust: elke dag aanwezig van 10 tot 10."
In januari 2008 werden er twaalf nummers verzameld, die opgenomen gingen worden in New York. Die nieuwe nummers werden voor het eerst getest tijdens een concert in Reykjavik op 26 januari. Hierna trok de band samen met Flood naar New York om verder te gaan met de opnamen. De streefdatum van uitgave werd toen rondom de zomer. De sessies in het buitenland waren nieuw voor de band; eerdere opnamen vonden altijd in IJsland plaats. Eind februari keerden de band en Flood terug uit New York en ging het werk verder in de Sundlaugin Studio. Ondertussen werden er voor de zomer Europese optredens en festivals geboekt, waarmee duidelijk werd dat het album voor de zomer afgerond zou zijn. In maart was de band ook te vinden in Havana, waar enkele vocalen werden opgenomen. Eind maart stonden er 11 nummers op de lijst om afgerond te worden. De afronding van de sessies naderde in eind april, toen de band naar het Londense Abbey Studios ging voor de opname van "Ára bátur". Hiervoor werd de hulp gevraagd van een jongenskoor en 67-delig orkest. Het 10-minuten lange "Ára bátur" werd in een dag opgenomen, maar moest tienmaal opnieuw omdat het eerst niet 'groots' genoeg klonk.

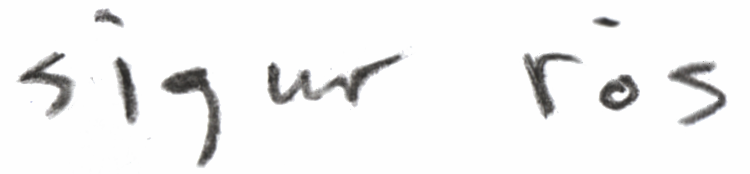
Het Sigur Rós-logo dat gebruikt werd voor de uitgave van Með suð í eyrum við spilum endalaust.

Naast Abbey Studios werden ook de Assault- en Battery Studio's gebruikt. Hierna werd de mastering, mixing en overige afronding gedaan, die wederom plaatsvonden in New York. Alle nummers die uiteindelijk op het album zouden belanden, werden geschreven en opgenomen in 2008; de eerder geschreven nummers werden niet gebruikt. In mei waren de masters van het album klaar en werd een titel voor het album besloten. Ook verspreidde de band twee video's waarop de bandleden aan het werk te zien waren in de studio's, onder andere met het artwork. Eerder deelde de band het proces al met de rest van de wereld door foto's op Flickr te plaatsten. Op 23 mei werd via internet aangekondigd dat er de 27e belangrijk nieuws zou verschijnen. Dit werd onder andere gedaan via een afbeelding op Flickr. Op die dag verscheen op sigurros.com details over het album: de naam (með suð í eyrum við spilum endalaust, 'met gezoem in onze oren spelen we eindeloos') de datum van uitgave (23 juni) en de nummers.

### Stijl
Með suð í eyrum við spilum endalaust is in vergelijking met het eerdere Sigur Rós-materiaal meer speels en positief. Het schrijven en produceren van het album werd wat 'losser' aangepakt dan voorheen. Drummer Orri Páll Dýrason verklaarde tijdens de opnamen dat het album opmerkelijk anders is dan voorgaande platen en dat de teksten "begrijpelijker zijn voor het publiek dan eerder". Op het album werd naast het IJslands ook in het Hooplands ("Festival") en voor het eerst in het Engels ("All Allright") gezongen. Sigur Rós maakt behalve het jongenskoor en het orkest ook gebruik van strijkkwartet amiina en een vijfkoppige brassband.
De taak voor het grafisch ontwerp van de cd werd aanvankelijk gegeven aan kunstenaar Olafur Eliasson. Het ontwerp moest hij ook verwerken in een podiumontwerp die Sigur Rós in hun shows moest gaan gebruiken. Eliasson presenteerde zijn ontwerp eind april aan de band: een kleurig, geometrisch patroon dat doet denken aan een spirograaf. Eliasson omschreef het als "kompaspunten op een navigatiemap". Het ontwerp werd afgekeurd door de band, volgens Jonsi omdat het 'niet werkte': "We hadden gewoon totaal verschillende karakters in onze werkmethoden; hij is erg methodisch en berekenend. (...) Wij zijn juist spontaan en ruw. Alles wat we doen heeft een ziel, maar geen betekenis." In een periode van tien dagen moesten ze op zoek naar een alternatief. Er wordt contact opgenomen met fotograaf en vriend Ryan McGinley en er werd een foto uit zijn werk gekozen. De foto, genaamd 'Highway', komt uit de exhibitie I know where the summer goes, met als thema's natuur en naaktheid. Op de foto zijn vier jonge mensen te zien die naakt een snelweg oversteken, iets wat de band beter bij hun 'spontaniteit' vond passen. De cover zorgde voor enkele problemen in de Verenigde Staten: het blote achterwerk van de mensen moesten gecensureerd worden op onder andere affiches. Op de cd's werden stickers op dezelfde plek geplaatst.

## Uitgave

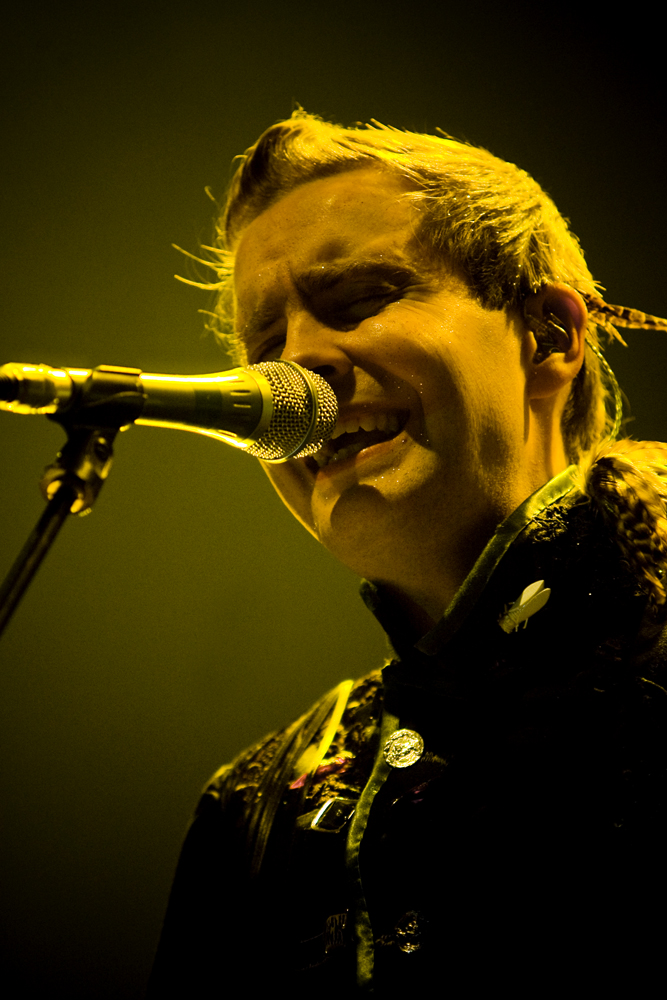
Jón Þór Birgisson tijdens een concert in Lissabon (november 2008). Sigur Rós speelde dat jaar in Europa, Noord-Amerika, Japan en Australië.

Het album werd in vier formaten aangeboden: download, cd, een download-cd combinatie en een deluxe editie. In november 2008 kwam daar ook de vinyl-editie bij. Bij de deluxe editie werd een boek van 200 bladzijden geleverd. Het bevat een reeks foto's van Eva Vermandel die het laatste proces van de album-opnamen in beeld bracht. Ze werd hierbij geholpen door filmmaker Nicholas Abrahams. Naast de fotoreeks werd ook een documentaire door Abrahams bijgeleverd. Daarop zijn onder andere de album-opnamen, repetities, optredens, interviews en de opname van de videoclip van "Gobbledigook" te zien. Elke editie is individueel genummerd en bevat een originele 16mm-film van de "Gobbledigook"-video.
Tegelijk met het bekendmaken van de details van het album, werd ook "Gobbledigook" uitgegeven als promo. Vanaf eind mei was "Gobbledigook" gratis in MP3-formaat te downloaden vanaf de officiële website. Ook werd de door Arni & Kinski geregisseerde videoclip vrijgegeven, waarin enkele naturisten te zien zijn. Het tweede nummer dat te horen was, werd "Festival". Het werd gespeeld op 3 juni op het radioprogramma van Colin Murray op BBC Radio. Op 8 juni werd het volledige album op de widget van sigurros.com en op hun last.fm-profiel aangeboden. Eind juni werd het album wereldwijd uitgebracht; de officiële datum was 23 juni maar enkele landen boden het album al enkele dagen eerder aan. Ook sommige pre-orders kwamen eerder binnen dan de 23e. In de eerste week behaalde het album de eerste plaats in de IJslandse Album Chart. Daarnaast haalde het de 15e plaats op de Billboard 200 en de vijfde plaats in het Verenigd Koninkrijk. In augustus werd de video voor de tweede single "Inní mér syngur vitleysingur" via MySpaceTV uitgegeven. De video was een live-opname van een concert in Reykjavik, opgenomen in juni. De single werd officieel uitgebracht op 8 september.
Ter promotie maakte Sigur Rós in 2008 een toer door Europa, Noord-Amerika, Japan en Australië. Op 2 oktober werd er in de Whitechapel Gallery in Londen een expositie gehouden van artwork uit de deluxe editie van Með suð í eyrum við spilum endalaust. Er werden 12 prints van Eva Vermandel en een stuk film van Nick Abrahams vertoond. In november werd er een video van "Við spilum endalaust" uitgegeven via last.fm.

### Recensies
De meningen over Með suð í eyrum við spilum endalaust waren overwegend positief; op Metacritic verzamelde het album een gemiddeld cijfer van 81 uit 100. Veel recensisten prijzen de nieuwe productie en gebruik van instrumenten; anderen bekritiseren het 'meer algemene' geluid dat de band presenteert in vergelijking met het voorgaand materiaal. Allmusic gaf het album vier sterren: "Sigur Rós heeft het poppige, positieve geluid van hun vorige album een stap verder gebracht. De band staat bekend om hun buitenaardse soundscapes maar, hoewel die voldoende aanwezig zijn, zijn er ook rechttoe rechtaan '3-minuten'-popnummers zoals het catchy duo "Gobbldigook" (sic) en "Inní Mér Syngur Vitleysingur" die het album beginnen als de eerste zonnestralen op een ochtend door je slaapkamerraam. Dat gevoel blijft door het hele album zweven als de speelse vocalen en stuwende melodieën alles vreedzaam in de lucht laat zweven." Allmusic prijst het feit het 'uitgeklede geluid' waardoor de instrumenten op het album beter dan ooit te horen zijn, zoals de akoestische gitaar op "Illgresi".
NME was minder positief en gaf het album een 6: "Je kunt niet onderdrukken dat, ironisch gezien, door hun vleugels uit te slaan, [Sigur Rós] juist meer aards is geworden. Waar zij eerst het geluid van, uh, zwevende gletsjers op de maan waren, zijn zij nu het geluid van een groenbak die door de achtertuin van de HMV wordt gerold. Het ergste voorbeeld hiervan is "Við spilum endalaust", dat simpelweg Coldplay is in 'irritante piano' "Clocks"-mode." Ook Rolling Stone noemt het album 'aards', en daarnaast 'gevarieerd en impulsief': "Wat er gebeurt tussen "Gobbledigook" en "All Allright" is hun echte stap voorwaarts. Na een solide basis voor hun muziek gevonden te hebben in ( ) en Takk..., creëert de band nu een nieuw niveau van variëteit van bijna-glam romp en haardvuur-folk naar langzaam opbouwende grandeur met aandacht aan catchy refreinen. Sigur Rós had eerder een spookrock-stuk "Popplagid" genoemd - IJslands voor 'popnummer'. Nu zijn zij ze aan het schrijven."

## Nummers
| Hoogste albumnoteringen per land | Hoogste albumnoteringen per land |
| -------------------------------- | -------------------------------- |
| Australië                        | 14                               |
| België                           | 4                                |
| Denemarken                       | 8                                |
| Duitsland                        | 26                               |
| Finland                          | 7                                |
| Frankrijk                        | 30                               |
| Ierland                          | 4                                |
| Italië                           | 13                               |
| Nederland                        | 21                               |
| Nieuw-Zeeland                    | 29                               |
| Noorwegen                        | 7                                |
| Portugal                         | 6                                |
| Oostenrijk                       | 23                               |
| Spanje                           | 79                               |
| Verenigd Koninkrijk              | 5                                |
| Verenigde Staten                 | 15                               |
| Zweden                           | 29                               |
| Zwitserland                      | 8                                |

### Cd
De Nederlandse vertaling van de titels staan onder de originele titel weergegeven.
1. "Gobbledigook" – 3:08
 geen vertaling; het Engelse 'gobbledygook' betekent nonsens
2. "Inní mér syngur vitleysingur" – 4:05
 "Binnen in me zingt een gek"
3. "Góðan daginn" – 5:15
 "Goedendag"
4. "Við spilum endalaust" – 3:33
 "We spelen eindeloos"
5. "Festival" – 9:24
 "Festival"
6. "Með suð í eyrum" – 4:56
 "Met gezoem in onze oren"
7. "Ára bátur" – 8:56
 "Roeiboot"
8. "Illgresi" – 4:13
 "Onkruid"
9. "Fljótavík" – 3:49
 Plaats in IJsland
10. "Straumnes" – 2:01
 Een berg in IJsland
11. "All Alright" – 6:21
 Engels. Vertaald naar "Alles is goed"

### Dvd promo
1. "Við spilum endalaust" – 35:15
2. "Ára bátur" – 17:43
3. "Gobbledigook" – 3:11

## Medewerkers
| - Jón Þór Birgisson - zang, gitaar - Georg Hólm - basgitaar - Kjartan Sveinsson - keyboard - Orri Páll Dýrason - drums - Flood - productie - amiina - verschillende snaarinstrumenten - E. Friðfinnsson - brassband - H.H. Jónsson - brassband - I.G. Erlendsson - brassband - K. Håkonarson - brassband - S.J. Samúelsson - brassband - S. Sigurðarson - brassband - S.J. Bernharðsson - brassband - The London Sinfonietta | - The Choristers of the London Oratory School - Siggi Frendi - overig geluid - Höddi Gunni - overig geluid - John Best - overig geluid - Sunray - overig geluid - Breeze - overig geluid - Andy Dudman - Engineering - Chris Allen - Engineering en opnamen - Tom Gloady - Engineering en opnamen - Birgir Birgisson - Engineering en opnamen - Andy Savours - Engineering en opnamen - Ted Jensen - Mastering - Ryan McGinley - Fotografie |

## Versies
|    | jaar | platenmaatschappij | locatie             | formaat            | catalogusnummer       |
| -- | ---- | ------------------ | ------------------- | ------------------ | --------------------- |
| 1  | 2008 | EMI                | Europese Unie       | cd                 | 2287252-5099922872524 |
| 2  | 2008 | XL Recordings      | Verenigde Staten    | cd                 | XLCD364               |
| 3  | 2008 | EMI                | Verenigd Koninkrijk | 12-inch 2-lp vinyl | 2343161               |
| 4  | 2008 | XLLP364            | Verenigde Staten    | 12-inch 2-lp vinyl | XLLP364               |
| 5  | 2008 | EMI                | Japan               | cd                 | TOCP 66809            |
| 6  | 2008 | EMI                | Taiwan, Argentinië  | cd                 | 2287282               |
| 7  | 2008 | EMI/Gala Records   | Rusland             | cd                 | 5099923655829         |
| 8  | 2008 | EMI/Parlophone     | Verenigd Koninkrijk | Cd-dvd promo       |                       |
| 9  | 2008 | EMI/Parlophone     | Verenigd Koninkrijk | Cd-dvd boek        |                       |
| 10 | 2008 |                    | China               | cd                 |                       |